# Nagy György (helytartótanácsi ítélőmester)
Szalapatakai Nagy György (†Zalapataka, Zala vármegye, 1748. április 8.), kúriai bíró, helytartó-tanácsi ítélőmester (Offici Locumtenentialis Magister Protonotarius), Zala vármegye főjegyzője, országgyűlési képviselője, földbirtokos.

## Élete
A Zala vármegyei nemesi származású szalapatakai Nagy családnak a sarja. Apja Nagy másképp Gábor János, zalai földbirtokos. Apai nagybátyja szalapatakai Nagy György (a Gábor György név alatt), Zala vármegye alispánja, országgyűlési követe, földbirtokos volt. Szalapatakai Nagy György fivérei: Szalapatakai Nagy Mihály (1706–1756) zalai alispán, országgyűlési képviselő, földbirtokos, valamint szalapatakai Nagy Péter (1698–1763), földbirtokos voltak.
Az alaptanulmányai után szalapatakai Nagy György jogi képesítést szerzett. 1727. augusztus 4-e és 1737. február 10-e között Zala vármegye főjegyzőjeként szolgált. 1738 és 1741 között helytartó-tanácsi ítélőmester. 1740. március 12-étől Zala vármegye országgyűlési követe.
A Zalalövő részét képező Zalapataka római katolikus templomának építését szalapatakai Nagy György kúriai bíró és helytartótanácsi ítélőmester kezdte meg 1748-ban, majd miután a következő évben elhunyt, a munkálatokat özvegye, nemes Lada Anna Zsófia fejezte be 1749-ben.

## Házassága és leszármazottjai
1729. április 27-én Kőszegen feleségül vette a nemesi származású Lada Zsófia (Kőszeg, 1714. július 1.–Kőszeg, 1767. március 9.) kisasszonyt, akinek a szülei nemes Lada György (1674–1741), Vas vármegye főjegyzője, kőszegi főbíró, földbirtokos és nemes Erdős Zsófia (1685–1747) voltak. Szalapatakai Nagy Györgyné Lada Zsófiának az apai dédapja Lada Márton (†1653), kőszegi lakos, aki 1647. május 26-án III. Ferdinánd magyar királytól szerzett címeres nemeslevelet. Nagy Györgyné Lada Zsófia leánytestvére nemes Lada Mária (1717-1792), akinek a férje nemesságodi és pleterniczai gróf Szvetics Jakab (1703-1781), kamarás, királyi tanácsos, a Szent István Rend lovagja, Pest-Pilis-Solt vármegye főispánja, személynök volt. Nagy Györgyné Lada Zsófia fivére nemes Lada Ferenc (1711-1784), kőszegi főbíró, földbirtokos volt. Szalapatakai Nagy György és Lada Zsófia frigyéből született:
- szalapatakai Nagy Julianna (Zalapataka, 1731. január 3.–Búcsúszentlászló, 1767. november 13.). Férje: pallini Inkey Boldizsár (1726. – Palin, Zala vármegye, 1792. január 28.) királyi tanácsos, Zala vármegye alispánja, földbirtokos.
- szalapatakai Nagy Mária (Zalapataka, 1734. március 21.–Zalapataka, 1772. március 22.). Férje: lovászi Jagasics András (1728–1786) Zala vármegye alispánja, táblabíró, földbirtokos.